# إلسي فون ريتشهوفن
إلسي فون ريتشهوفن (بالألمانية: Else von Richthofen)‏ (و. 1874 – 1973 م) هي عالمة اجتماع، واقتصادية ألمانية، توفيت في هايدلبرغ، عن عمر يناهز 99 عاماً.

## التعليم
تعلمت في جامعة هايدلبرغ.